# Tschawdar (Unternehmen)

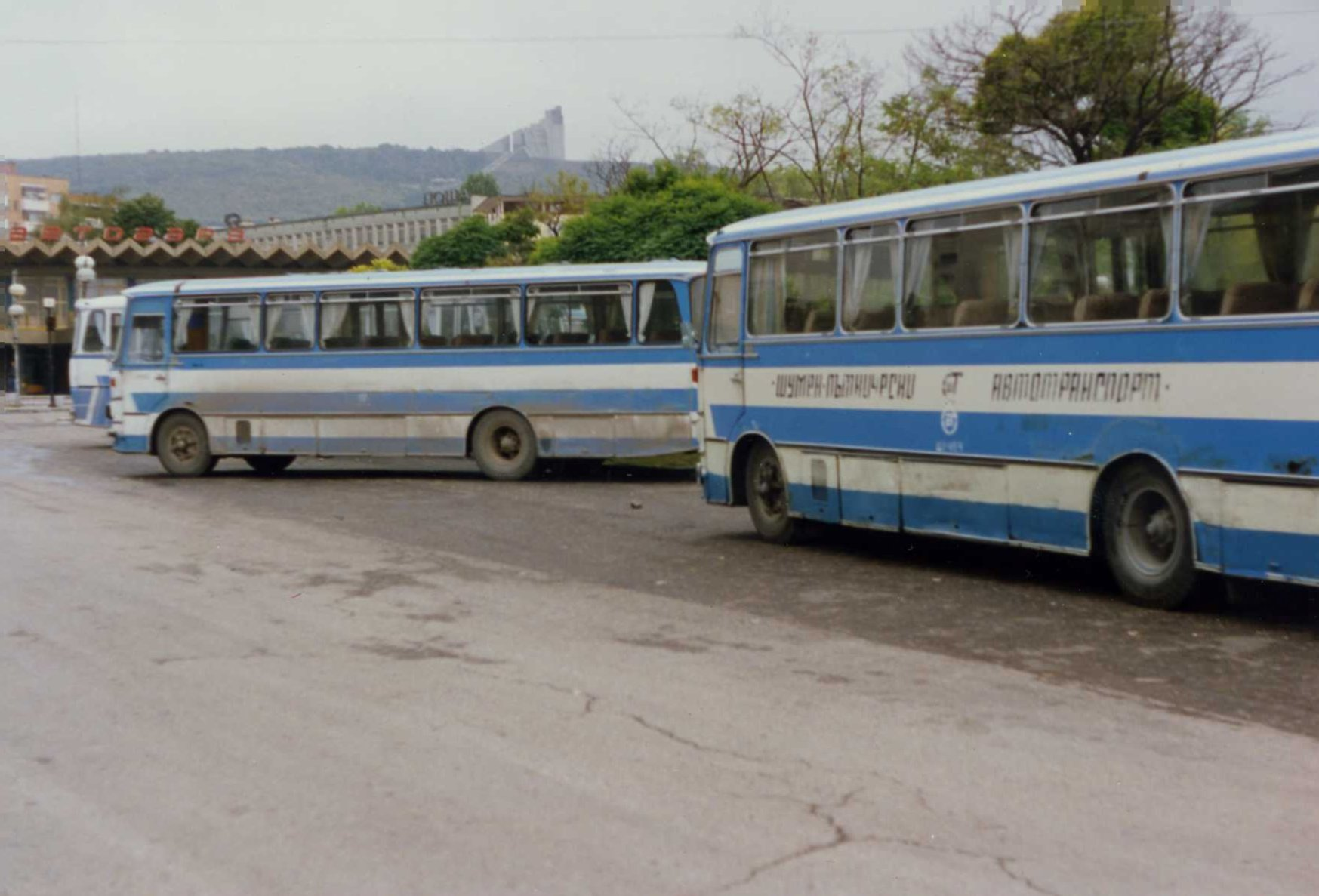
Zwei Tschawdar-Busse in Bulgarien, 1993

Tschawdar (bulgarisch Чавдар) war ein bulgarischer Hersteller von Omnibussen und Oberleitungsbussen in Botewgrad.

## Geschichte
Die Wurzeln der Firma liegen in einem Reparaturbetrieb, den Ratscho Dschambow im Jahr 1924 in Botewgrad gründete. 1927 baute er unter Mithilfe des Transportunternehmers Iwan Walkow das erste Fahrzeug auf Basis eines Fiat-Fahrgestells. 
Im Jahr 1930, nachdem er eine Prüfung vor der Handels- und Industriekammer Sofia abgelegt hatte, erhielt Ratscho Dschambow einen Meisterbrief für die Herstellung von Karosserien. 1934 wurde der erste geschlossene Bus auf einem Lkw-Chassis von Mercedes-Benz hergestellt. Im Jahr 1935 wurde Racho Djambow von Joseph Savitsky, dem damaligen Importeur von Chrysler (sowie den anderen Marken Dodge, Plymouth und Fargo), nach Sofia eingeladen, um ein gemeinsames Geschäftsangebot zu besprechen. Als Ergebnis dieses Treffens wurde eine langfristige Vereinbarung zur Serienproduktion von Bussen getroffen, bei der die Chassis nur von Savitsky geliefert wurden und die Karosserien von Dschambow hergestellt wurden. Kurz darauf begann Ratscho Dschambow auch Bestellungen für das Vertretungsbüro von Leon Arie auszuführen, der zu dieser Zeit offizieller Importeur von Mercedes war.
Im Jahr 1999 ging das Unternehmen insolvent.

## Herstellung
- Tschawdar M60 – 3400 Stück
- Tschawdar B13-20 – 901 Stück
- Tschawdar 120 – 200 Stück

## Galerie

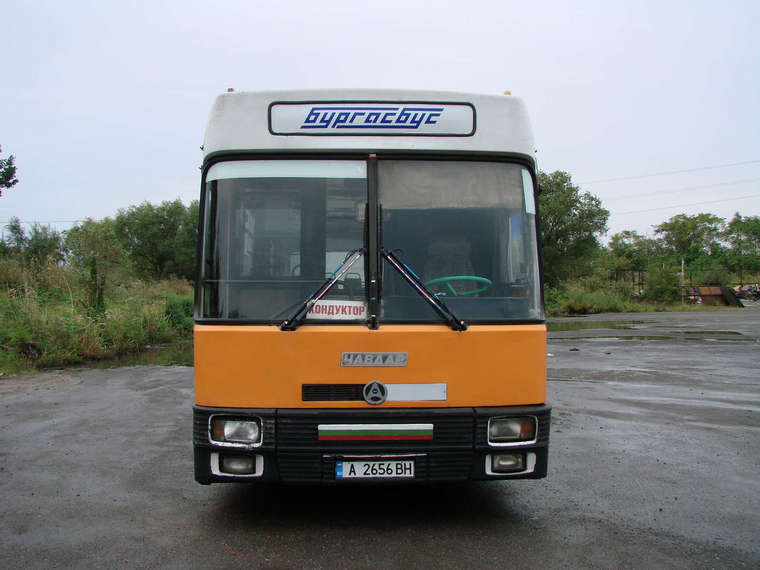
1985: Tschawdar 120
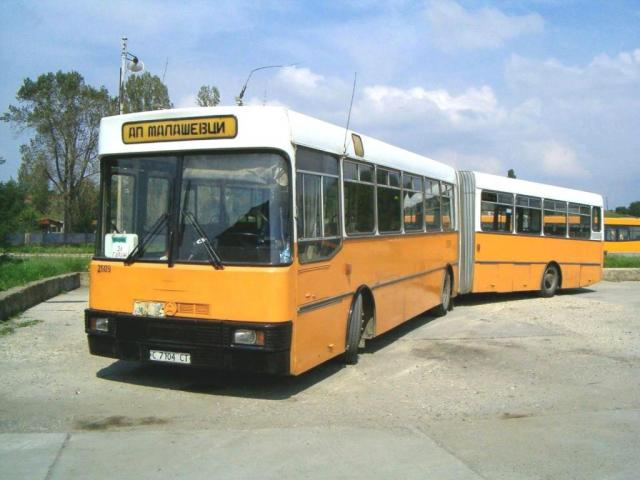
1986: Tschawdar 141
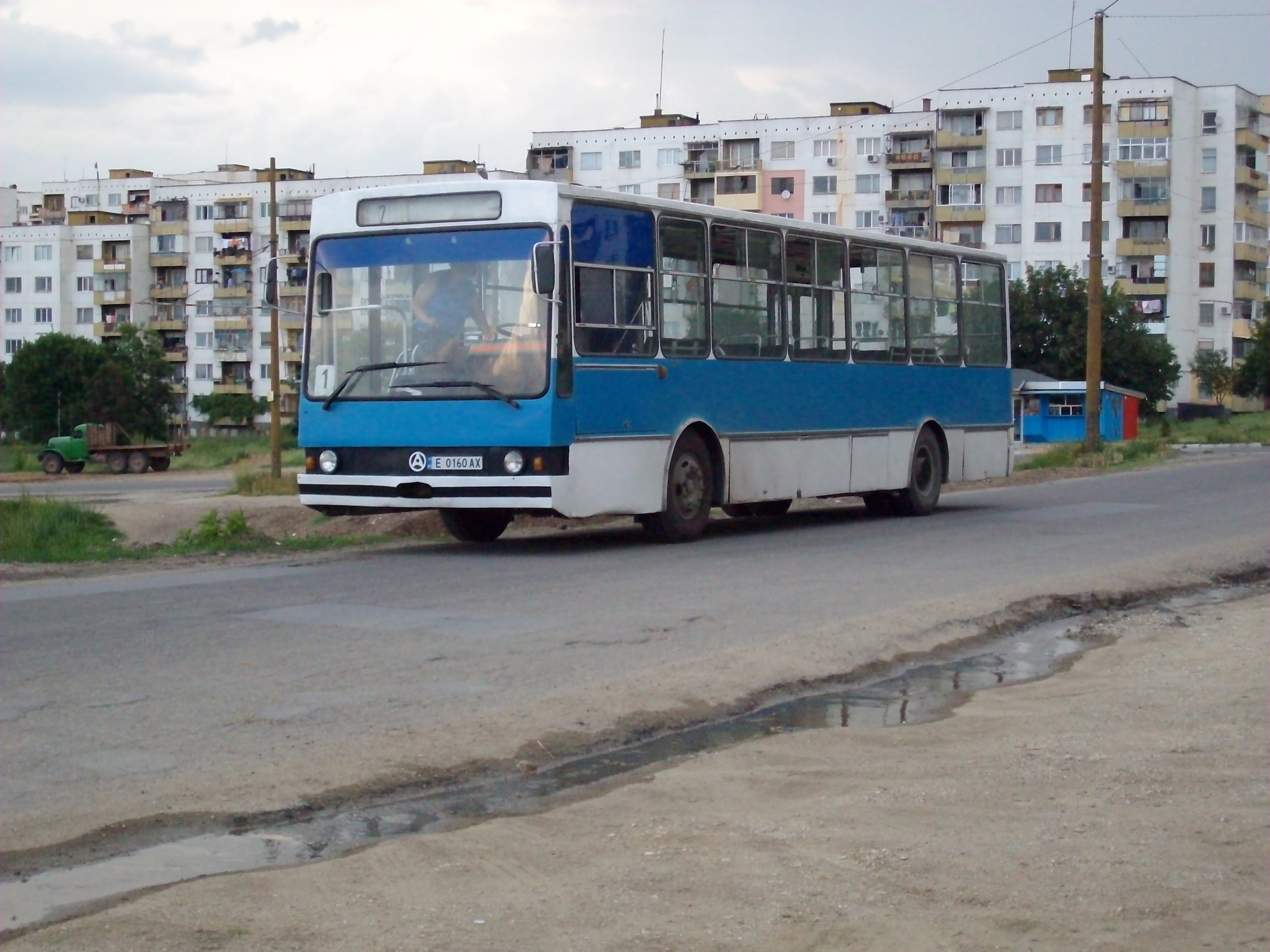
1979: Tschawdar B13-20
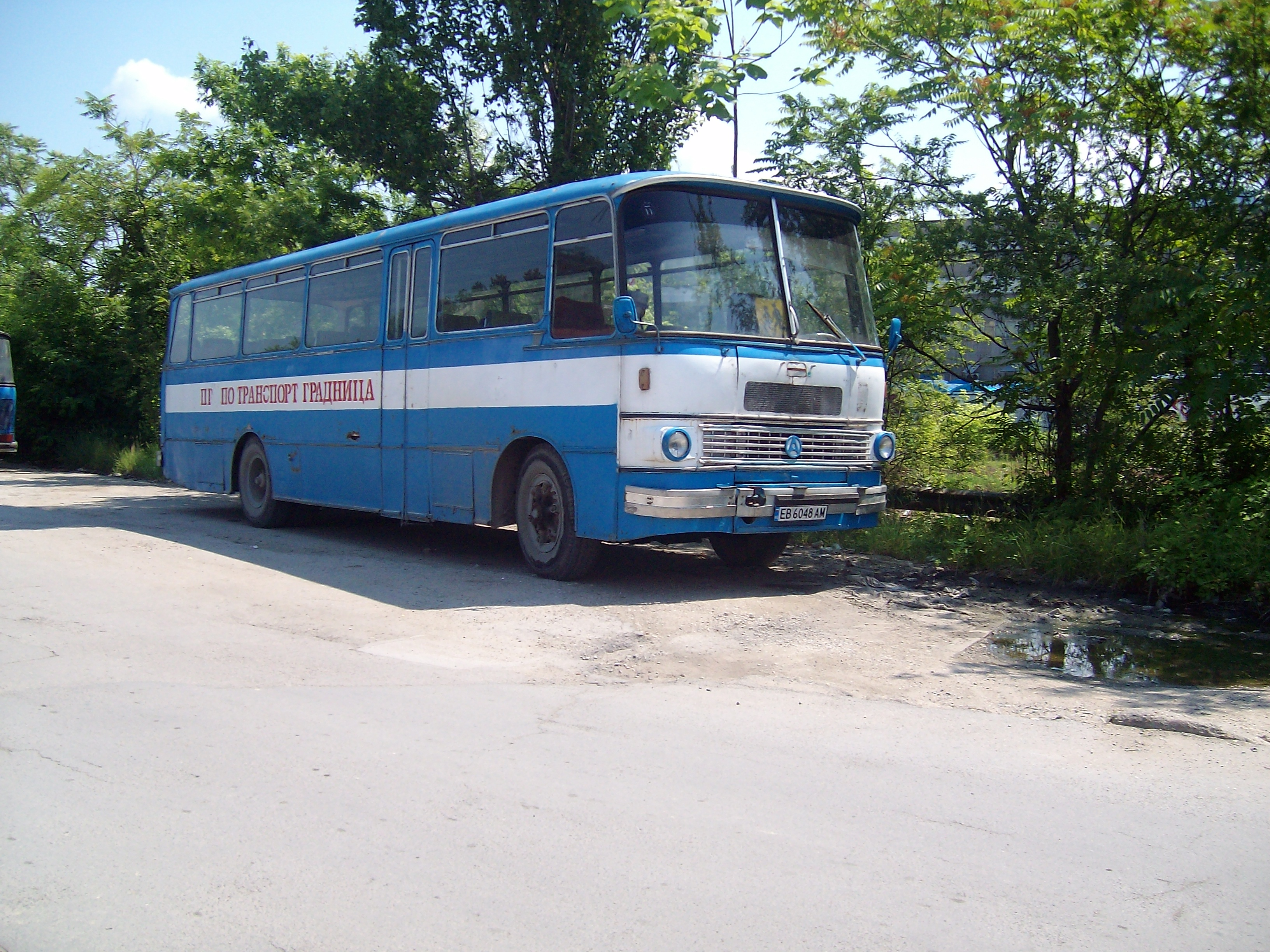
1970: Tschawdar 11M3